# Nhạc thiếu nhi
Nhạc thiếu nhi hay nhạc nhi đồng là thể loại âm nhạc được sáng tác dành cho đối tượng trẻ em. Nhạc thiếu nhi vừa có thể mang chức năng giải trí vừa có thể mang chức năng giáo dục, chẳng hạn dùng nhạc để dạy trẻ em biết về văn hóa của địa phương mình và các nơi khác, về cách cư xử đẹp, về những điều thực tế và về các kỹ năng. Nhiều bài hát thiếu nhi là dân ca; mỗi vùng miền lại có một đặc trưng của nhạc thiếu nhi.

## Nghiên cứu thêm
- Jarnow, Jill. All Ears: how to Choose and Use Recorded Music for Children. New York: Penguin Books, 1991. ISBN 0-14-011254-5
- Smith, Barbara, and Charles Smith. The Non-Musician's Guide to Children's Music, in series, I.C.L. Concept Book[s]. Glendale, Calif.: International Center for Learning, 1977. ISBN 0-8307-0192-2